# Джордан Аю
Джо́рдан Пиер Аю́ (на английски: Jordan Pierre Ayew) е френски и ганайски футболист, играещ като нападател за английския Лестър Сити и националния отбор на Гана. Участник на Световното първенство по футбол 2022., Купата на африканските нации 2021 и Купата на африканските нации 2012, Купата на африканските нации 2015 (Вицешампион, 1 гол), Купата на африканските нации 2019 (2 гола) и Купата на африканските нации 2023. През 2024 вкарва два гола за отбора си срещу Мозамбик при равенството 2:2 в групите.

## Успехи
Олимпик (Марсилия)
- Лига 1
  -  Шампион на Франция (1): 2009/10
- Купа на лигата на Франция
  -  Носител (1): 2010/11
- Суперкупа на Франция
  -  Носител (1): 2011

 Гана
- Купа на африканските нации
  -  Вицешампион (1): Купата на африканските нации 2015

Лични
- Футболист на годината на Гана: 2020[3]